# インテグロン
インテグロン (Integron) は、部位特異的組換えにより遺伝子カセットを組み込む能力を持つことで特徴付けられる遺伝子の単位である。

## 発見
最初は、抗生物質耐性との関連から接合プラスミドに発見された。

## 構造
最小のインテグロンは、以下の要素から構成される。
- 部位特異的リコンビナーゼをコードする遺伝子intI
- リコンビナーゼにより認識され[4]、遺伝子カセットが挿入される、近位の組換え部位attI
- カセットにコードされる遺伝子を直接転写するプロモーターPc

### 遺伝子カセット
さらに、インテグロンには通常、過去に組み込まれた1つ以上の遺伝子カセットが存在している。この遺伝子カセットは、抗生物質耐性に関する遺伝子をコードすると考えられているが、インテグロン中の遺伝子の大部分は同定されていない。59-beとも呼ばれるattC配列がカセットに隣接して存在し、カセットがattI部位に組み込まれることを可能とし、遺伝子の水平伝播を実現する。

## 存在
インテグロンは、プラスミドやトランスポゾン等の転位因子の一部として存在する。また、染色体中でも見られる。

## 用語
Super-integronという用語は、コレラ菌の小さな染色体上の長いカセット配列を伴うインテグロンを指す語として、無定義ながら1998年に初めて登場した。それ以来この用語は、さまざまなカセット配列長のインテグロンや細菌染色体上のインテグロンに対して用いられてきた。"super-integron"という用語は語義が曖昧なため、現在では利用は推奨されない。

## 関連文献
- Journal of Bacteriology, June 2002, p. 3017-3026, Vol. 184, No. 11 article Characterization of the Class 3 Integron and the Site-Specific Recombination System It Determines
- NCBI Antimicrob Agents Chemother. 1998 Dec;42(12):3053-8. article Class 1 integron-borne multiple-antibiotic resistance carried by IncFI and IncL/M plasmids in Salmonella enterica serotype typhimurium
- Nature Reviews Microbiology  4, 608-620. Mazel, D. Integrons: agents of bacterial evolution